# Palmon zygas
Palmon zygas is een vliesvleugelig insect uit de familie Torymidae. De wetenschappelijke naam is voor het eerst geldig gepubliceerd in 1981 door Grissell & Goodpasture.